# Лансінг (Огайо)
Лансінг (англ. Lansing) — переписна місцевість (CDP) в США, в окрузі Бельмонт штату Огайо. Населення — 596 осіб (2020).

## Географія
Лансінг розташований за координатами 40°4′33″ пн. ш. 80°47′32″ зх. д. / 40.07583° пн. ш. 80.79222° зх. д. (40.075744, -80.792292).  За даними Бюро перепису населення США в 2010 році переписна місцевість мала площу 0,74 км², з яких 0,73 км² — суходіл та 0,01 км² — водойми.

## Демографія
Згідно з переписом 2010 року, у переписній місцевості мешкали 634 особи в 271 домогосподарстві у складі 169 родин. Густота населення становила 861 особа/км².  Було 316 помешкань (429/км²).
Расовий склад населення:
| - 96,8 % — білих - 0,8 % — чорних або афроамериканців - 0,3 % — азіатів |

До двох чи більше рас належало 2,1 %. Частка іспаномовних становила 1,4 % від усіх жителів.
За віковим діапазоном населення розподілялося таким чином: 20,2 % — особи молодші 18 років, 60,9 % — особи у віці 18—64 років, 18,9 % — особи у віці 65 років та старші. Медіана віку мешканця становила 42,7 року. На 100 осіб жіночої статі у переписній місцевості припадало 93,3 чоловіків;  на 100 жінок у віці від 18 років та старших — 90,9 чоловіків також старших 18 років.
Середній дохід на одне домашнє господарство  становив 37 690 доларів США (медіана — 32 857), а середній дохід на одну сім'ю — 41 286 доларів (медіана — 39 511). За межею бідності перебувало 26,0 % осіб, у тому числі 51,3 % дітей у віці до 18 років та 35,4 % осіб у віці 65 років та старших.
Цивільне працевлаштоване населення становило 324 особи. Основні галузі зайнятості: освіта, охорона здоров'я та соціальна допомога — 36,1 %, виробництво — 31,8 %, роздрібна торгівля — 17,0 %, науковці, спеціалісти, менеджери — 7,1 %.